# دوغ كارل
دوغ كارل (بالإنجليزية: Doug Carl)‏ هو سياسي أمريكي، ولد في 12 أغسطس 1951 في ألمونت في الولايات المتحدة، وتوفي في 17 أغسطس 1997. حزبياً، نشط في الحزب الجمهوري. وقد انتخب عضو مجلس ولاية ميشيغان وانتخب عضو مجلس نواب ميشيغان ‏.